# Mick Leech
Mike Leech, né le 6 août 1948 à Dublin en Irlande, est un ancien joueur et entraîneur de football qui a été actif dans les années 1960 et 1970. Il a été international irlandais à huit reprises. Sa période la plus florissante a été son passage dans l’équipe des Shamrock Rovers.
Mike Leech a été recruté aux Shamrock Rovers par Paddy Ambrose et Liam Tuohy en septembre 1966 dans son club junior, Ormeau. Il passe six semaines dans l’équipe réserve avant d’intégrer l’équipe première et de faire ses grands débuts le 1er janvier 1967 à Glenmalure Park contre Dundalk FC.
Leech marque son premier but pour les Hoops le 4 janvier 1967 au cours d’un match de la Coupe d'Irlande de football contre Dundalk de nouveau. Il marque le but du match nul 1-1 avant de marquer deux fois lors du match retour. Âgé de 19 ans il gagne la Coupe dette année-là. À l’intersaison, en suivant toute l’équipe des Shamrock Rovers, il part jouer sous les couleurs des Boston Rovers. Il est un des deux seuls joueurs de l’équipe (l’autre étant Paddy Mulligan) à se voir proposé un contrat pour rester à Boston. En 1968 Leech confirme son attachement à la Coupe en marquant deux fois en demi-finale et en finale.
Lors de la saison 1968-1969, Mick Leech réalise l’exploit de marquer 56 buts toutes compétitions confondues. Il est cette année-là le meilleur buteur du championnat avec 19 réalisations. Il est sélectionné en équipe d’Irlande par Liam Tuohy et dispute une série de matchs amicaux au Brésil en 1972.
Découragé par le jeu pratiqué par les Shamrock Rovers, il part pour Waterford United en décembre 1973 lors d’un échange avec Tommy McConville. 
Il retourne aux Shamrock Rovers trois ans plus tard, en septembre 1976. Il est alors recruté par Seán Thomas. Un mois après son retour à Milltown il marque son 250e but en compétition officielle lors de la seule victoire du club en Coupe de la Ligue d'Irlande de football.
La saison suivante lorsque Johnny Giles devient l’entraineur du club, Leech apprend que le club ne compte plus sur lui. Il part donc pour le Bohemian FC. Il change ensuite plusieurs fois de club passant de Drogheda United à Dundalk FC puis à St. Patrick's Athletic FC.
Mike Leech est avec 84 buts le 14e meilleur buteur du championnat d'Irlande.
Il a aussi fait six apparitions en matchs de Coupe d’Europe pour les Shamrock Rovers.
Mike Leech a été sélectionné à 8 reprises en équipe de la république d'Irlande de football. Il fait ses débuts internationaux le 4 mai 1969 à Dalymount Park au cours d’une défaite 2-1 contre la Tchécoslovaquie.
Leech a été l’entraîneur d’Athlone Town lors de la saison 1990-1991.

## Palmarès
- Coupe d'Irlande de football : 3
  - Shamrock Rovers 1967, 1968, 1969
- Coupe de la Ligue d'Irlande de football : 1
  - Shamrock Rovers 1977
- Blaxnit Cup
  - Shamrock Rovers 1968
- Leinster Senior Cup
  - Shamrock Rovers 1969

## Sources
- The Hoops par Paul Doolan et Robert Goggins  (ISBN 0-7171-2121-6)
- (en) Stephen McGarrigle, The Complete who's who of Irish international football : 1945-1996, Edimbourg, Mainstream Publishing, octobre 1996, 237 p. (ISBN 1-85158-894-9), p. 118